# アネマ・エ・コーレ
『アネマ・エ・コーレ』(Anema e core) は、イタリアのポピュラー音楽の歌、ナポリ語で歌詞が書かれたカンツォーネ・ナポレターナ。曲名は、「魂と心」といった意味である。
作曲者はサルヴェ・デスピート、オリジナルのナポリ語の歌詞を作詞したのはティート・マンリオであった。また、以下に紹介するように、少なくとも3種類の英語の歌詞が知られている。
テノール歌手アンドレア・ボチェッリは、この曲について、古典的作品であり、数多くのテノールが歌い、ポップ歌手も多く取り上げていると述べている。

## オリジナルのナポリ語によるバージョン
この曲は、ナポリ語の歌詞で歌われるカンツォーネ・ナポレターナであるが、単にイタリア語、ないし、イタリア語のナポリ方言と説明されることもある。
この曲が最初に発表されたのは、1950年で、歌ったのはテノール歌手のティート・スキーパであった。
ロベルト・ムロロも同じく1950年に78回転盤を発表しており、彼が国際的な名声を確立するきっかけとなった。
翌1951年に公開された同名のイタリア映画『Anema e core』では、この曲が主題歌として使用された。
エツィオ・ピンツァは、1969年のアルバム『Arias And Songs』など、英語による歌唱も含め、この曲の録音を何度もおこなっているが、1980年の映画『ブルース・ブラザース』の女家主の家を訪れる場面では、原語による歌唱が流れる。
グレイス・ジョーンズが1978年にリリースしたアルバム『フェイム (Fame)』のイタリア盤では、アルバムの最後の曲が「Below the Belt」から、ピエール・パパディアマンディスによってディスコ調に編曲されたこの曲に差し替えられた。また、シングル「Autumn Leaves」（「枯葉」のフランス語と英語による歌唱）のB面に、この曲が収録された。

## 「Until」
最初に付けられた英語の歌詞は、「アンティル (Until)」と題され、シルヴィア・ディーとシドニー・リップマンが作詞を手がけた。この曲名と歌詞による最も有名な録音は、1952年に吹き込まれたダイナ・ショアのバージョンである。ディーン・マーティンもこの曲を、1951年11月19日に録音していた。
ジョニー・デズモンドは、1951年12月16日にこの曲を録音した。コーラル・レコードからリリースされた彼のレコードにはカタログ番号 60629 が付けられた。
フランキー・カール楽団やフレディ・マーティン楽団によるインストゥルメンタルの録音も出されたが、器楽である以上当然ながら、下で述べる別の曲名で発表されたバージョンと変わるものではない。

## 「Anema e core/With All My Heart and Soul」
上記のものとは異なる英語の歌詞が、マニー・カーティスとハリー・アクストによって書かれた。このバージョンは、イタリア語の曲名のままで録音されることも、英語で「With All My Heart and Soul」という曲名で録音されることもあった。
1953年には、ブロードウェイのミュージカル『John Murray Anderson's Almanac』で取り上げられ、カーティスとアクストが改めて新たな歌詞を書いた。
このバージョンで最大のヒットとなったのは、1954年のエディ・フィッシャー盤で、ヒューゴ・ウィンターハルターの楽団、合唱団ととともに、ニューヨークのマンハッタン・センターで1954年2月11日に録音したものであった。このレコードは、アメリカ合衆国では、RCAビクター・レコードからカタログ番号 20-5675 の78回転盤として、またカタログ番号 47-5675の45回転盤シングルとしてリリースされた。また、His Master's Voice レーベルの EA 4167、および、(S) X 7981 としてもリリースされた。米国盤は、1954年3月31日付『ビルボード』誌の「ベスト・セラー (Best Seller)」チャートに初登場し、14週チャートにとどまり、最高14位まで上昇した。『キャッシュボックス』誌の「ベスト・セリング・レコード (Best-Selling Records)」のチャートでも、同じ年に最高12位を記録した。
ヴィック・ダモーンは、1958年のアルバム『Angela Mia』にこの曲を収録した。
ジェリー・ベールは、1963年のアルバム『Arrivederci, Roma』にこの曲を収録した。
ペリー・コモも同じ曲名で1951年に録音しているが、作者のクレジットはラリー・ストックとされていた。コモは、この曲を「Anema e core」として1966年のアルバム『イタリアの思い出 (Perry Como In Italy)』に収録した。
コニー・フランシスによる録音のひとつは、大部分がイタリア語の歌詞で歌われているが、部分的にはカーティスとアクストの歌詞が歌われている。
マイケル・ブーブレは、2002年のアルバム『Dream』にこの曲を収録した。

## 「How Wonderful to Know」
さらにまた別の「How Wonderful to Know」と題された英語詞は、カーミット・ゴエルが書いたもので、ジョーン・レーガン、1960年のアルバム『21 Today』に収録したクリフ・リチャード、カテリーナ・ヴァレンテ、アンディ・ウィリアムスなどが録音してきた。セルジオ・フランキは、RCアビクターの赤盤 (RCA Victor Red Seal) では2作目となった1963年のアルバム『Our Man From Italy』でこの曲をカバーした。このアルバムは『ビルボード』誌のアルバム・チャートである Billboard 200 で、最高66位まで上昇した

## 「To Be or Not to Be」
ペペ・ハラミジョや、ジョック・ハットル (Jock Hattle) 名義のアルベルト・カルパーニは、「To Be or Not to Be」というタイトルで、この曲のインストゥルメンタル演奏を録音している。

## 「Srcem i dusom」
「Srcem i dusom」と題されたセルビア・クロアチア語の歌詞によるバージョンは、クロアチア人のジャズやシュラーガーの歌手スティエパン・ジミー・スタニッチによって1963年に録音され、ユーゴスラビア社会主義連邦共和国ベオグラードのPGP-RTBレーベルから EP 50 220 としてリリースされた。